# Hypargos
Hypargos este un gen de cinteze din familia Estrildidae. Sunt păsări mici, mâncătoare de semințe, care se găsesc în Africa subsahariană.

## Taxonomie
Genul Hypargos a fost introdus în 1862 de către naturalistul german Ludwig Reichenbach pentru a găzdui gemănița cu gât roz. Numele combină cuvintele din greaca veche hypo care înseamnă „dedesubt” cu argos de la Argus Panoptes, gigantul cu mulți ochi din mitologia greacă. Genul Hypargos este soră cu genul Euschistospiza care conține încă două specii de gemănițe.

### Specii
Genul conține două specii:
- Hypargos niveoguttatus – gemăniță cu gât roșu
- Hypargos margaritatus – gemăniță cu gât roz